# Jeonnam Dragons
Jeonnam Dragons Football Club (kor. 전남 드래곤즈 축구단), klub piłkarski z Korei Południowej, z miasta Gwangyang, występujący w K League 2. W 1997, 2006, 2007 i 2021 klub ten wygrał Koreański FA Cup (główny puchar narodowy).